# 燭光汽車集団

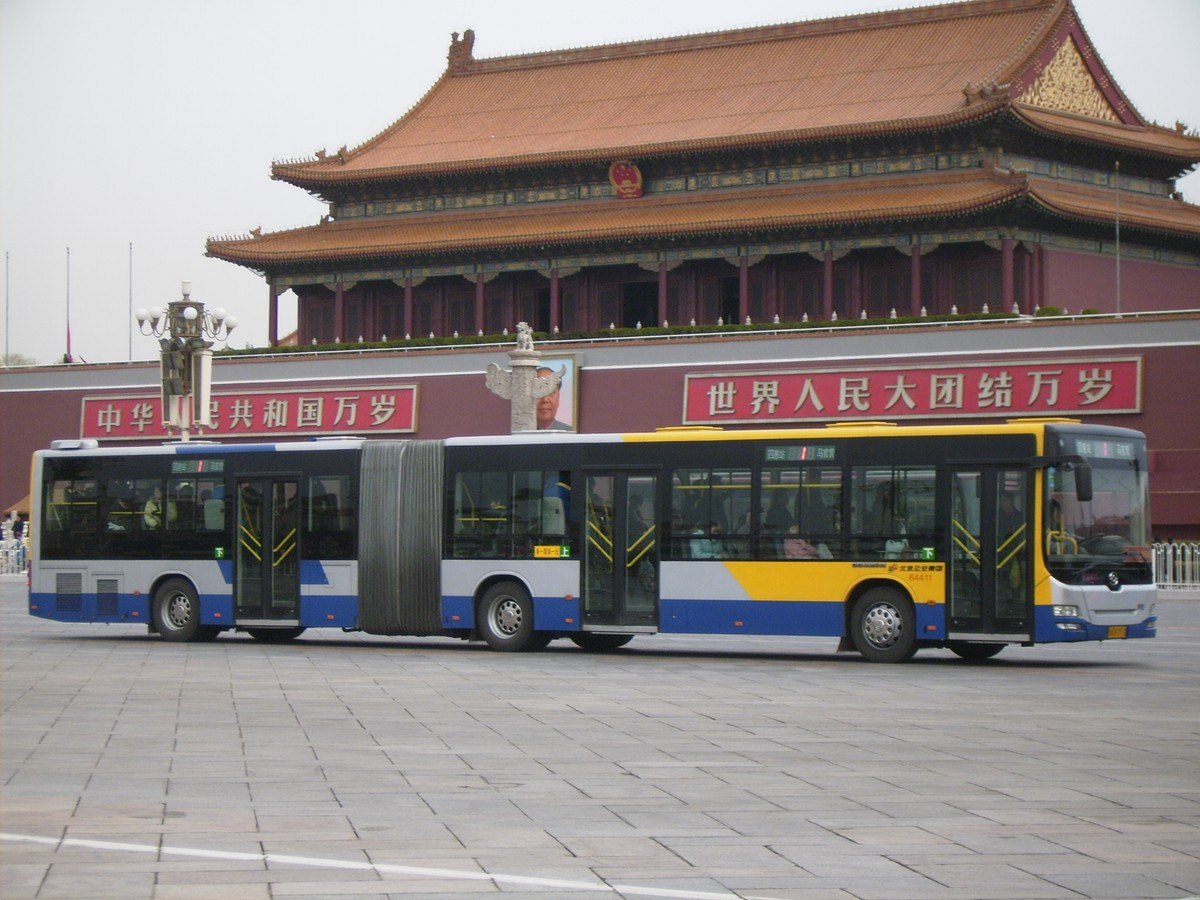
北京公共バスで供用されている黄海の連接バス

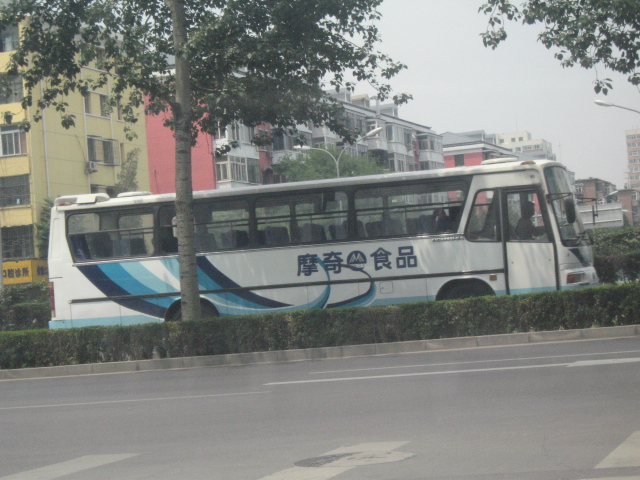
Huanghai DD6990

燭光汽車集団（しょっこうきしゃしゅうだん、中国語: 曙光汽车集团、英語: Liaoning Shuguang Automotive Group）は、中華人民共和国の遼寧省丹東市振安区に本社住所を持つ自動車会社で、子会社の丹東黄海汽車が製造する「黄海バス」で一般に知られている。上海証券取引所には「遼寧燭光汽車集団」（英文名：SG Automotive Group）で上場されている。  